# 蒂肯费尔德
蒂肯费尔德是德国巴伐利亚州的一个市镇。总面积15.95平方公里，总人口3668人，其中男性1831人，女性1837人（2011年12月31日），人口密度230人/平方公里。